# Michaił Bondarienko (major)
Michaił Zacharowicz Bondarienko, Mychajło Zacharowycz Bondarenko (ros. Михаил Захарович Бондаренко, ukr. Михайло Захарович Бондаренко, ur. 7 października?/20 października 1913 we wsi Bogdanowka w guberni połtawskiej, zm. 27 lipca 1947 k. Oławy) – radziecki lotnik wojskowy, dwukrotny Bohater Związku Radzieckiego (1942 i 1943).

## Życiorys
Był narodowości ukraińskiej. Do 1927 skończył 7 klas szkoły w rodzinnej wsi, a w 1933 szkołę w Kijowie, pracował jako kowal w kijowskim zakładzie „Arsenał”, do 1936 uczył się w kijowskim technikum transportu kolejowego i kijowskim aeroklubie. Od sierpnia 1936 służył w Armii Czerwonej, początkowo był kursantem wojskowej szkoły lotników w Charkowie, a w 1939 ukończył Kaczyńską Wojskową Wyższą Szkołę Lotniczą Pilotów, był pilotem pułku myśliwskiego w Moskiewskim Okręgu Wojskowym. 
Uczestniczył w wojnie z Finlandią jako młodszy pilot 148 myśliwskiego pułku lotniczego, wykonał 17 lotów bojowych, później został zastępcą nawigatora eskadry i dowódcą klucza w Nadbałtyckim Specjalnym Okręgu Wojskowym, po ataku Niemiec na ZSRR walczył na froncie. W czerwcu-lipcu 1941 był dowódcą klucza 241 myśliwskiego pułku lotniczego Frontu Północno-Zachodniego, brał udział w walkach obronnych nad Bałtykiem, wykonując 15 lotów bojowych na samolocie I-153, 4 lipca 1941 został kontuzjowany w walce i odesłany na leczenie do Woroneża. Od września 1941 do grudnia 1942 był dowódcą klucza, dowódcą eskadry i nawigatorem 198 myśliwskiego pułku lotniczego na Froncie Zachodnim (od września do listopada 1941, od marca do maja 1942 i od czerwca do grudnia 1942), na samolocie Ił-2 uczestniczył w walkach obronnych na kierunku rżewskim, w operacji rżewsko-wiaziemskiej i rżewsko-syczewskiej, 31 marca 1942 został kontuzjowany, a 21 sierpnia 1942 ranny w nogę. Od grudnia 1942 do października 1943 był lotnikiem-inspektorem ds. techniki pilotażu 3 szturmowego korpusu lotniczego, walczył na Froncie Briańskim (od maja do października 1943), brał udział w operacji orłowskiej i briańskiej, w 1943 otrzymał stopień majora. Wykonał łącznie 94 loty bojowe, w walkach powietrznych strącił 1 samolot wroga. 
W 1947 ukończył Akademię Sił Powietrznych w Monino, w lutym 1947 został dowódcą 103 szturmowego pułku lotniczego Północnej Grupy Wojsk stacjonującej w Polsce. Utonął w Odrze w rejonie Oławy. Został pochowany w rodzinnej wsi, gdzie jego imieniem nazwano ulicę.

## Odznaczenia
- Złota Gwiazda Bohatera Związku Radzieckiego (dwukrotnie - 6 czerwca 1942[1] i 24 sierpnia 1943)
- Order Lenina (dwukrotnie)
- Order Czerwonego Sztandaru (dwukrotnie - 6 listopada 1941 i 23 września 1942)
- Medal „Za zasługi bojowe” (5 listopada 1946)

I medale.